# 誘雷
誘雷（ゆうらい）とは、人工的に制御された落雷。

## 概要
一般的に雷は場所を選ばず電柱や建物、樹木などに落雷するが、それにより、送電網や風力発電設備などに多くの被害を及ぼす。それらの被害を防ぐために誘雷の研究が進められ、一部では実用化される。原理は雷雲中や地表との電位差を放電によって減らす事が目的で何らかの導電体で接続する事で放電させる。古くは1752年にベンジャミン・フランクリンによって凧を使用した実験が実施された。その後、第二次世界大戦中に兵器として利用するために登戸研究所第1課で怪力線の研究の一環として
紫外線を上空に照射して空気を電離させ雷を誘導するという実験が実施された

## 避雷針
もっとも普及した誘雷手段で雷ストリーマを発生させて保護範囲を広くしたものなど、現在も新たな避雷針の開発が進んでいる。

## 凧
1752年にベンジャミン・フランクリンによって凧を使用した実験が実施された（凧の実験）。その後、安全性の観点から研究は下火になったが、一部で継続される。

## 気球
気球に電線をつけて放球しての放電が逓信省電気試験所の池田義一達によって検討された。

## 雷ストリーマ
雷ストリーマによる誘雷に適した形状（小形放電電極と下部集電電極）をした避雷針などに、予め別途回路により雷ストリーマを発生させておき雷を誘導する方法。

## ロケットによる誘雷、消雷
ロケットに電線を繋げて打ち上げ、雲の上下に生じた電位差を電線を通じて放電する事により落雷を防ぐ。電線はジュール熱によって蒸発する方法でフランスでは1965年以来、複数の成功例が報告されている。1977年12月22日に河北潟で日本初のロケット誘雷実験が成功を収めた。

## レーザー誘雷
強力な光を使用して空気を電離させて誘雷する概念はかつて第二次世界大戦中に登戸研究所第1課で兵器として利用するために怪力線の研究の一環として検討されたが、当時はまだ高出力のレーザー光が得られず、実現しなかった。その後、技術が向上して1990年代の実験では雷雲に向けて強力なパルスレーザーを当てて稲妻の通り道となるプラズマを発生させ、稲妻を安全な場所へ誘導することが可能である事が実験で実証されている。送電線鉄塔への落雷が原因の停電を防止する手段として期待されている。

## その他
「消雷装置」という、雷放電が落雷になりにくくする研究もなされ、特許も取得されているが、いまだ研究途上である。また、大気電流発電のように雷をエネルギー源として活用する研究も一部で進められている。